# Tuš
 Ovo je glavno značenje pojma Tuš. Za druga značenja pogledajte Tuš (razdvojba).
Tuš spada u crtačke tehnike. Crtež tušem se izvodi metalnim ili ptičjim perom (od guske, gavrana ili labuda). Ptičja pera imaju oštar i elastičan šiljak koji je osjetljiv na pritisak ruke. Za crtanje tim perima potrebna je vještina i virtuoznost. Metalna pera ostavljaju oštar i jasan trag, a crtež djeluje oštro, jasno, čisto, puno kontrasta i napetosti. Zbog spontanosti treba izbjegavati prethodno crtanje olovkom. Linijama i točkama mogu se izraziti strukture i teksture različitih materijala. Kao materijal u crtanju najčešće služi crni tuš, zatim tuš u boji, tinta, sepija (boja od sipe). Kao podloga služe finije vrste glatkog papira.